# Forsyth Barr Stadium
Le Forsyth Barr Stadium (officiellement Forsyth Barr Stade de l'Université Plaza) est un stade multifonctionnel à Dunedin, Nouvelle-Zélande.
À divers stades de développement, il était aussi connu comme Stade Dunedin, Awatea rue Stadium, New Carisbrook, ou son nom commercial officiel lors de la Coupe du monde de rugby à XV 2011, Otago Stadium.

## Histoire
Le stade a été inauguré par le premier ministre néo-zélandais John Key le 5 août 2011, remplaçant le stade Carisbrook comme stade officiel de l'équipe des Highlanders en Super Rugby et la province d'Otago dans le championnat des provinces néo-zélandais (National Provincial Championship),. 

## Évènements
- Coupe du monde de rugby à XV 2011
- Coupe du monde féminine de football 2023

### Coupe du monde de rugby à XV
Le stade a accueilli quatre matchs de poules de la Coupe du monde de rugby à XV 2011 :
- Poule B :
  -  Argentine 9 - 13 Angleterre  le 10 septembre 2011 (27 000 spectateurs)
  -  Angleterre 41 - 10 Géorgie  le 18 septembre 2011 (20 117 spectateurs)
  -  Angleterre 67 - 3 Roumanie  le 24 septembre 2011 (25 687 spectateurs)

- Poule C
  -  Irlande 36 - 6 Italie  le 2 octobre 2011 (28 027 spectateurs)